# 齊爾庫拉內市鎮

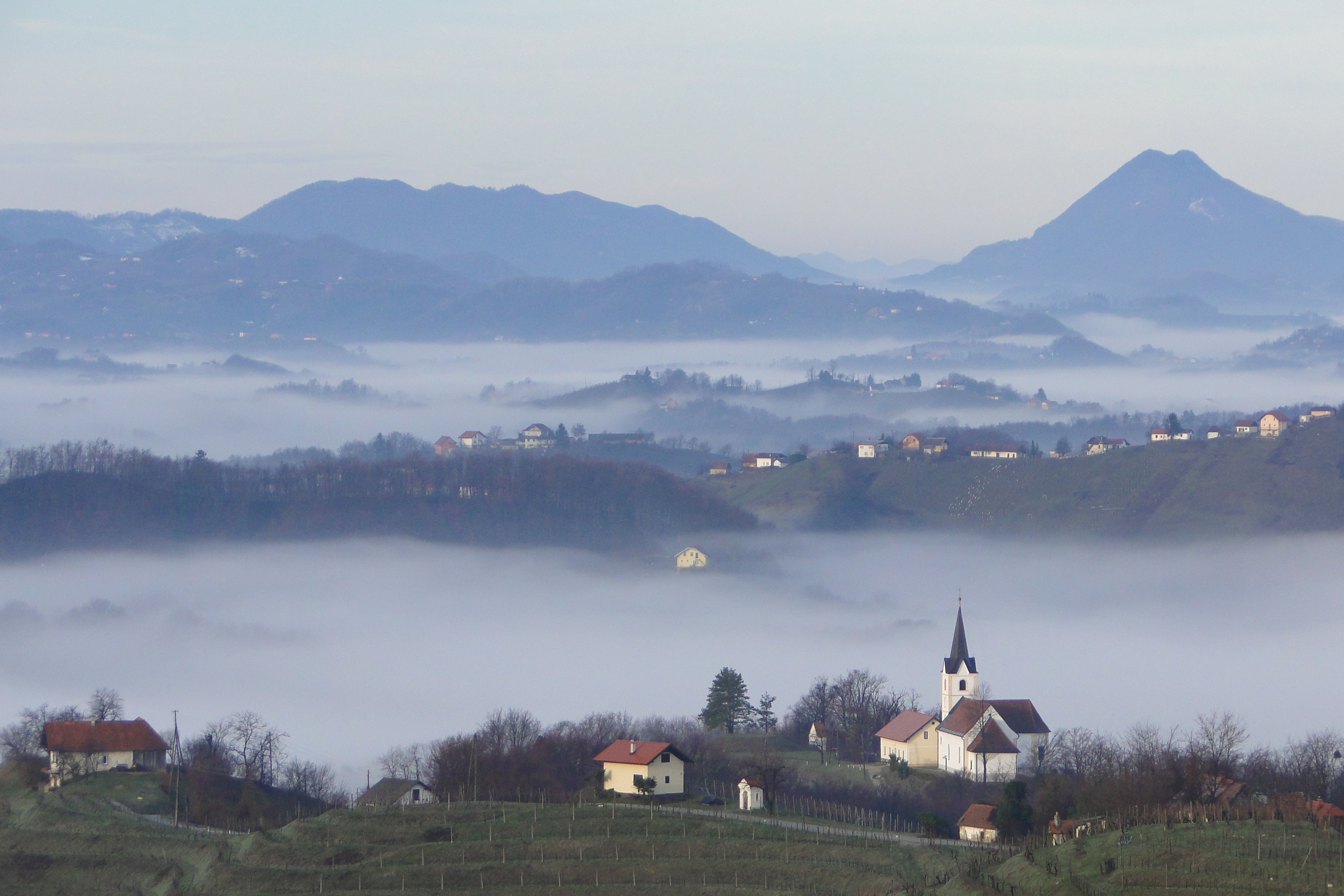
全景图

46°21′N 16°00′E / 46.350°N 16.000°E
齊爾庫拉內市鎮是斯洛文尼亞東北部的市镇，行政中心为齊爾庫拉內。處於下施蒂利亞地區。市镇面積为32平方公里，2002年人口数量为2,300人，人口密度每平方公里72人。